# Мария Анна де Бурбон (1678—1718)
Мария Анна де Бурбон (фр. Marie Anne de Bourbon, 24 февраля 1678, Отель Конде — 11 апреля 1718, Отель Вандом, VI округ Парижа) — дочь Генриха III Бурбона, принца Конде, и принцессы Анны Генриетты Пфальц-Зиммернской. Принцесса крови по рождению и герцогиня де Вандом по браку. Супруга Луи Жозефа де Вандома. Герцогиня д’Этамп в своём праве.

## Жизнь
Мария Анна была девятым ребёнком в семье и младшей выжившей дочерью. Отец Марии Анны, принц Конде, жестоко обращался с ней и часто бил её мать, а также ее мать, Анну Генриетту. В 1704 году отец хотел выдать её замуж за Карла Фердинанда, герцога Мантуи и Монферрата, но вместо этого Фердинанд Карл женился на Сюзанне Генриетте Лотарингской.
С помощью своей сестры Анны Луизы Бенедикты, герцогини Мэнской, и без разрешения их матери (их отец и брат к этому времени умерли), 32-летняя Мария Анна вышла замуж за своего дальнего кузена, Луи Жозефа, герцога де Вандом, правнука короля Франции Генриха IV и его любовницы Габриэль д’Эстре. Они поженилась 21 мая 1710 года в часовне замка Шо, где жила сестра Луизы Бенедикта. Через два дня после свадьбы герцог де Вандом оставил свою жену в Шо и уехал в замок Ане, оставив ей титул и поместье в герцогстве де Этамп. Брак остался бездетным.
Овдовев в 1712 году, спустя два года Мария Анна начала усовершенствовать и расширять отель Вандом в Париже, где и умерла в 1718 году в возрасте 40 лет. Она была похоронена в монастыре кармелиток в Париже. Ей наследовала её племянница Луизе Елизавета де Бурбон, принцесса Конти.